# 小平王乡
小平王乡，是中华人民共和国河北省沧州市献县下辖的一个乡镇级行政单位。

## 行政区划
小平王乡下辖以下地区：
东贾庄桥村、西贾庄桥村、文都村、双村、王庄村、杜凌花村、齐庄村、抛军哨村、冯庄村、祝庄村、前小平王村、后小平王村、西刘庄村、参军镇村和元昌楼村。